# Gabriel Cortez
Gabriel Jhon Cortez Casierra (ur. 10 października 1995 w Esmeraldas) – ekwadorski piłkarz występujący na pozycji ofensywnego pomocnika lub skrzydłowego, reprezentant Ekwadoru, od 2023 roku zawodnik Barcelony SC.

## Kariera klubowa
Cortez pochodzi z miasta Esmeraldas i jest wychowankiem tamtejszej szkółki juniorskiej Sagrado Corazón. Jako czternastolatek przeniósł się do czołowej w kraju akademii młodzieżowej klubu Independiente del Valle z siedzibą w Sangolquí, słynącego z pracy z juniorami. Do pierwszej drużyny został włączony przez szkoleniowca Carlosa Sevillę i w ekwadorskiej Serie A zadebiutował w wieku szesnastu lat, 1 lipca 2012 w przegranym 1:2 spotkaniu z Deportivo Cuenca. W sezonie 2013 zdobył z Independiente tytuł wicemistrza Ekwadoru, pełniąc jednak wówczas niemal wyłącznie rolę rezerwowego. Premierowego gola w lidze strzelił 4 kwietnia 2014 w wygranej 2:1 konfrontacji z Mushuc Runa, lecz regularniej zaczął się pojawiać na boiskach dopiero od kolejnego roku, zostając czołowym strzelcem ekipy. W 2016 roku wywalczył z ekipą prowadzoną przez Pablo Repetto jeden z największych sukcesów w historii ekwadorskiego futbolu – dotarł do finału Copa Libertadores, lecz pełnił wówczas wyłącznie rolę rezerwowego.

## Kariera reprezentacyjna
W marcu 2011 Cortez został powołany przez Javiera Rodrígueza do reprezentacji Ekwadoru U-17 na Mistrzostwa Ameryki Południowej U-17. Tam pełnił jednak rolę rezerwowego swojej ekipy, rozgrywając trzy z dziewięciu możliwych spotkań (wszystkie po wejściu z ławki), natomiast jego kadra – pełniąca wówczas rolę gospodarzy – zajęła czwarte miejsce w turnieju. Dwa miesiące później znalazł się w składzie na Mistrzostwa Świata U-17 w Meksyku, gdzie wystąpił w jednym z czterech meczów (jako rezerwowy), zaś Ekwadorczycy odpadli z juniorskiego mundialu w 1/8 finału, ulegając Brazylii (0:2).
W styczniu 2015 Cortez w barwach reprezentacji Ekwadoru U-20 prowadzonej przez Sixto Vizuete wziął udział w Mistrzostwach Ameryki Południowej U-20. Na urugwajskich boiskach był głównie rezerwowym zawodnikiem kadry narodowej – rozegrał dwa z czterech możliwych spotkań (jedno w pierwszej jedenastce), a jego zespół zakończył swój udział w rozgrywkach już na pierwszej rundzie, nie kwalifikując się na Mistrzostwa Świata U-20 w Nowej Zelandii.
W seniorskiej reprezentacji Ekwadoru Cortez zadebiutował za kadencji selekcjonera Gustavo Quinterosa, 22 lutego 2017 w wygranym 3:1 meczu towarzyskim z Hondurasem.